# Eleições estaduais no Rio Grande do Sul em 1962
As eleições estaduais no Rio Grande do Sul em 1962 ocorreram no dia 7 de outubro como parte das eleições gerais em 22 estados e nos territórios federais do Amapá, Rondônia e Roraima. Foram eleitos o governador Ildo Meneghetti, os senadores Mem de Sá e Daniel Krieger, além de 29 deputados federais e 55 estaduais. Foi a última eleição antes da deposição do presidente João Goulart e instalação do Regime Militar de 1964.
Responsável pelo desempate em favor do PSD nas disputas pelo Palácio Piratini, o engenheiro civil Ildo Meneghetti nasceu em Porto Alegre e graduou-se na Universidade Federal do Rio Grande do Sul. Disposto a erigir uma marca de renome, criou sua própria empresa e com ela trabalhou na construção de ferrovias em solo gaúcho e em razão disso foi convidado a ingressar na Sociedade de Engenharia do Rio Grande do Sul. Sua indiferença quanto à vida política terminou quando o ex-interventor Cylon Rosa encorajou sua candidatura vitoriosa à Câmara Municipal de Porto Alegre em 1947. Em junho do ano seguinte foi nomeado à prefeitura da cidade graças a uma escolha feita pelo governador Walter Jobim mantendo o cargo até 1951, quando Ernesto Dorneles assumiu o executivo estadual. No mesmo ano foi eleito prefeito da capital gaúcha ao derrotar Leonel Brizola. Em 1954 Ildo Meneghetti foi eleito governador pela primeira vez e agora retoma o posto favorecido por uma cisão no trabalhismo que patrocinou as candidaturas de Egídio Michaelsen e Fernando Ferrari.
Nascido em Porto Alegre e formado na Universidade Federal do Rio Grande do Sul, o advogado Mem de Sá exerce ainda a profissão de jornalista e sob essa égide trabalhou no Diário de Notícias. Serviu ao interventor Flores da Cunha como chefe de gabinete de Raul Pilla, então secretário de Agricultura. Professor de Economia Política na Universidade Federal do Rio Grande do Sul, dirigiu o Departamento de Estatística e o Departamento Administrativo do Serviço Público na interventoria de Cordeiro de Farias. Sempre filiado ao Partido Libertador, venceu as eleições para deputado estadual em 1947 e 1950. Eleito suplente de senador em 1954, herdou a cadeira devido a renúncia de Armando Câmara em 1956 e agora foi reeleito.
Gaúcho de São Luiz Gonzaga, o advogado Daniel Krieger militava no Partido Republicano Rio-grandense e apoiou Revolução de 1930, mas discórdias quanto aos rumos da mesma fizeram-no romper com Getúlio Vargas. Formado na Universidade Federal do Rio Grande do Sul, foi consultor jurídico do Instituto de Previdência do Rio Grande do Sul, funcionário do Banco do Estado do Rio Grande do Sul e promotor de justiça em Porto Alegre e Santo Antônio da Patrulha. Eleito deputado estadual pela UDN em 1947, foi suplente de deputado federal no pleito seguinte, mas em 1954 tornou-se senador, mandato renovado em 1962.

## Resultado da eleição para governador
Com informações extraídas do Tribunal Superior Eleitoral que certificou 1.272.871 votos nominais.
| Candidatos a governador do estado | Candidatos a vice-governador | Número | Coligação                                         | Votação | Percentual |
| --------------------------------- | ---------------------------- | ------ | ------------------------------------------------- | ------- | ---------- |
| Ildo Meneghetti PSD               | Não havia -                  | 41     | Ação Democrática Popular (PSD, UDN, PL, PDC, PRP) | 502.356 | 39,47%     |
| Egídio Michaelsen PTB             | Não havia -                  | 14     | PTB (sem coligação)                               | 480.131 | 37,72%     |
| Fernando Ferrari MTR              | Não havia -                  | 30     | MTR (sem coligação)                               | 290.384 | 22,81%     |

## Resultado da eleição para senador
Com informações extraídas do Tribunal Superior Eleitoral que certificou 2.193.482 votos nominais.
| Candidatos a senador da República | Primeiro suplente de senador | Número | Coligação                                         | Votação | Percentual |
| --------------------------------- | ---------------------------- | ------ | ------------------------------------------------- | ------- | ---------- |
| Mem de Sá PL                      | Gay da Fonseca PL            | 200    | Ação Democrática Popular (PSD, UDN, PL, PDC, PRP) | 572.334 | 26,09%     |
| Daniel Krieger UDN                | Nestor Pereira UDN           | 222    | Ação Democrática Popular (PSD, UDN, PL, PDC, PRP) | 567.882 | 25,89%     |
| Brochado da Rocha PTB             | João Carlos Gastal PTB       | 144    | PTB (sem coligação)                               | 539.665 | 24,60%     |
| Mariano Beck PTB                  | Alter de Oliveira PTB        | 141    | PTB (sem coligação)                               | 513.601 | 23,42%     |

## Deputados federais eleitos
São relacionados os candidatos eleitos com informações complementares da Câmara dos Deputados.

Representação eleita
  PTB: 14
  PSD: 7
  PL: 3
  PDC: 2
  PRP: 1
  UDN: 1
  MTR: 1

| Deputados federais eleitos | Partido | Votação | Percentual | Cidade onde nasceu   | Unidade federativa |
| Brito Velho                | PL      | 71.853  |            | Porto Alegre         | Rio Grande do Sul  |
| Floriceno Paixão           | PTB     | 69.035  |            | Taquara              | Rio Grande do Sul  |
| Paulo Mincarone            | PTB     | 60.416  |            | Bento Gonçalves      | Rio Grande do Sul  |
| Tarso Dutra                | PSD     | 57.185  |            | Porto Alegre         | Rio Grande do Sul  |
| Peracchi Barcelos          | PSD     | 55.114  |            | Porto Alegre         | Rio Grande do Sul  |
| Jairo Brum                 | MTR     | 42.095  |            | Guaporé              | Rio Grande do Sul  |
| César Prieto               | PTB     | 37.762  |            | São Borja            | Rio Grande do Sul  |
| Euclides Triches           | PDC     | 34.450  |            | Caxias do Sul        | Rio Grande do Sul  |
| Flores Soares              | UDN     | 32.726  |            | Porto Alegre         | Rio Grande do Sul  |
| Ortiz Borges               | PTB     | 28.413  |            | Soledade             | Rio Grande do Sul  |
| Pedro Anschau              | PRP     | 27.802  |            | Três Passos          | Rio Grande do Sul  |
| Luciano Machado            | PSD     | 27.278  |            | Palmeira das Missões | Rio Grande do Sul  |
| Adílio Viana               | PTB     | 25.166  |            | Rio Grande           | Rio Grande do Sul  |
| Daniel Faraco              | PSD     | 24.944  |            | Florianópolis        | Santa Catarina     |
| Temperani Pereira          | PTB     | 24.927  |            | Santa Maria          | Rio Grande do Sul  |
| Zaire Nunes                | PTB     | 23.772  |            | Taquara              | Rio Grande do Sul  |
| Unírio Machado             | PTB     | 23.494  |            | Santo Ângelo         | Rio Grande do Sul  |
| Giordano Alves             | PTB     | 22.575  |            | Itaqui               | Rio Grande do Sul  |
| Raul Pilla                 | PL      | 20.858  |            | Porto Alegre         | Rio Grande do Sul  |
| Clóvis Pestana             | PSD     | 20.172  |            | Porto Alegre         | Rio Grande do Sul  |
| Rubem Alves                | PTB     | 19.164  |            | Caxias do Sul        | Rio Grande do Sul  |
| Clay Araújo                | PTB     | 18.277  |            | Riachuelo            | Sergipe            |
| Osmar Grafulha             | PTB     | 18.271  |            | Rio Grande           | Rio Grande do Sul  |
| Lauro Leitão               | PSD     | 18.192  |            | Soledade             | Rio Grande do Sul  |
| Antônio Bresolin           | PTB     | 18.031  |            | Cruz Alta            | Rio Grande do Sul  |
| Milton Dutra               | PTB     | 18.001  |            | Santiago             | Rio Grande do Sul  |
| Cid Furtado                | PDC     | 17.943  |            | Pelotas              | Rio Grande do Sul  |
| Norberto Schmidt           | PL      | 16.224  |            | Santa Cruz do Sul    | Rio Grande do Sul  |
| Ary Alcântara              | PSD     | 13.452  |            | Pelotas              | Rio Grande do Sul  |

## Deputados estaduais eleitos
Estavam em jogo as 55 cadeiras da Assembleia Legislativa do Rio Grande do Sul.

Representação eleita
  PTB: 23
  PSD: 11
  PL: 6
  PDC: 4
  MTR: 4
  PRP: 3
  UDN: 3
  PSB: 1

Fonteː
| Deputados estaduais eleitos por ordem alfabética | Partido | Cidade onde nasceu   | Unidade federativa |
| Adolfo Puggina                                   | PDC     | Rio Grande           | Rio Grande do Sul  |
| Alberto Hoffmann                                 | PRP     | Ijuí                 | Rio Grande do Sul  |
| Aldo da Silva Fagundes                           | PTB     | Alegrete             | Rio Grande do Sul  |
| Alexandre Machado da Silva                       | PSD     | Arroio Grande        | Rio Grande do Sul  |
| Álvaro Petracco da Cunha                         | PTB     | Planalto             | Rio Grande do Sul  |
| Antonino Fornari                                 | PSD     | Triunfo              | Rio Grande do Sul  |
| Antônio Setembrino Mesquita                      | PRP     | Arroio do Meio       | Rio Grande do Sul  |
| Antônio Visintainer                              | PTB     | Sinimbu              | Rio Grande do Sul  |
| Ariosto Jaeger                                   | PSD     | Porto Xavier         | Rio Grande do Sul  |
| Artur Bachini                                    | UDN     | Pelotas              | Rio Grande do Sul  |
| Ari da Silva Delgado                             | PSD     | Itacurubi            | Rio Grande do Sul  |
| Airton d'Ávila Barnasque                         | PTB     | Cachoeira do Sul     | Rio Grande do Sul  |
| Beno Orlando Burmann                             | PTB     | Santa Maria          | Rio Grande do Sul  |
| Cândido Norberto dos Santos                      | MTR     | Bagé                 | Rio Grande do Sul  |
| Dario Beltrão                                    | PL      | Santiago             | Rio Grande do Sul  |
| Euclides Nicolau Kliemann                        | PSD     | Santa Cruz do Sul    | Rio Grande do Sul  |
| Flávio Antônio Lopes Ramos                       | MTR     | Fontoura Xavier      | Rio Grande do Sul  |
| Francisco Solano Borges                          | PL      | Santa Maria          | Rio Grande do Sul  |
| Getúlio Marcantônio                              | PL      | Canoas               | Rio Grande do Sul  |
| Gudbem Borges Castanheira                        | PL      | Pelotas              | Rio Grande do Sul  |
| Gustavo Langsch                                  | PSD     | Santa Maria          | Rio Grande do Sul  |
| Harri Alziro Sauer                               | PTB     | Gravataí             | Rio Grande do Sul  |
| Hed Santos Borges                                | PSD     | Soledade             | Rio Grande do Sul  |
| Heitor Silveira Campos                           | MTR     | Arvorezinha          | Rio Grande do Sul  |
| Hélio Ricardo Carneiro da Fontoura               | PTB     | Tapera               | Rio Grande do Sul  |
| Henrique Henkin                                  | PTB     | Quatro Irmãos        | Rio Grande do Sul  |
| Honório Pereira Severo                           | PL      | Dom Pedrito          | Rio Grande do Sul  |
| João Brusa Netto                                 | PTB     | Caxias do Sul        | Rio Grande do Sul  |
| João Caruso Scuderi                              | PTB     | Palermo              | Itália             |
| José Arlindo Kunzler                             | PSD     | Montenegro           | Rio Grande do Sul  |
| José Augusto Amaral de Souza                     | PSD     | Palmeira das Missões | Rio Grande do Sul  |
| José Fidelis Ramos Coelho                        | PTB     | Seberi               | Rio Grande do Sul  |
| José Lamaison Porto                              | PTB     | Passo Fundo          | Rio Grande do Sul  |
| José Sperb Sanseverino                           | PDC     | Encruzilhada do Sul  | Rio Grande do Sul  |
| Justino da Costa Quintana                        | PTB     | Bagé                 | Rio Grande do Sul  |
| Marcírio Goulart Loureiro                        | PTB     | São Borja            | Rio Grande do Sul  |
| Marino Rodrigues dos Santos                      | PSB     | Ronda Alta           | Rio Grande do Sul  |
| Mário Mondino                                    | PDC     | São Leopoldo         | Rio Grande do Sul  |
| Nelson Marchezan                                 | PDC     | Santa Maria          | Rio Grande do Sul  |
| Oscar Westendorff                                | PRP     | São Lourenço do Sul  | Rio Grande do Sul  |
| Osmar Lautenschleiger                            | MTR     | Guaíba               | Rio Grande do Sul  |
| Paulo Brossard de Souza Pinto                    | PL      | Bagé                 | Rio Grande do Sul  |
| Pedro Jorge Simon                                | PTB     | Caxias do Sul        | Rio Grande do Sul  |
| Porcínio Borges Pinto                            | PSD     | Lajeado              | Rio Grande do Sul  |
| Poti Irineu de Medeiros                          | UDN     | Lavras do Sul        | Rio Grande do Sul  |
| Reinaldo Cherubini                               | PSD     | Nova Prata           | Rio Grande do Sul  |
| Rubens Dario Porciúncula                         | PTB     | Ijuí                 | Rio Grande do Sul  |
| Seno Frederico Ludwig                            | PTB     | Braga                | Rio Grande do Sul  |
| Sereno Chaise                                    | PTB     | Soledade             | Rio Grande do Sul  |
| Siegfried Emanuel Heuser                         | PTB     | Santa Cruz do Sul    | Rio Grande do Sul  |
| Sueli Gomes de Oliveira                          | PTB     | Osório               | Rio Grande do Sul  |
| Sinval Guazzeli                                  | UDN     | Vacaria              | Rio Grande do Sul  |
| Walter Bertolucci                                | PTB     | Esteio               | Rio Grande do Sul  |
| Wilmar Correia Taborda                           | PTB     | Palmeira das Missões | Rio Grande do Sul  |
| Wilson Vargas da Silveira                        | PTB     | Porto Alegre         | Rio Grande do Sul  |